# اروید لورین
اروید لورین (انگلیسی: Arvid Laurin; ۳ اکتبر ۱۹۰۱ – ۶ مهٔ ۱۹۹۸) قایقران، و قایقران قایق بادبانی اهل سوئد بود.